# Tomáš Enge
Tomáš Enge, češki dirkač, * 11. september 1976, Liberec, Češka.

## Življenjepis
Mednarodno kariero je začel v prvenstvu Formule 3000 v sezoni 1998, kjer je na petih dirkah dosegel eno uvrstitev med dobitnike točk s šestim mestom na zadnji dirki sezone. V naslednji sezoni 1999 je ponovno dosegel le eno uvrstitev med dobitnike točk, a to je bilo kar drugo mesto, njegova prva uvrstitev na stopničke. V sezoni 2000 je dosegel prvo zmago, ob tem pa še tri peta mesta, kar je skupno pomenilo šesto mesto v prvenstvu.
V sezoni 2001 je dosegel dve zmagi in še tri uvrstitve na stopničke, kar mu je skupno prineslo tretje mesto v prvenstvu, kljub temu, da na zadnji dirki sezone v Monzi ni nastopil. Tega konca tedna je namreč na isti progi dobil priložnost prvič nastopiti za moštvo Prost v Formuli 1, potem ko se je Luciano Burti poškodoval v nesreči na predhodni dirki v Belgiji. Enge je tako do konca sezone 2001 nastopil na svojih edinih treh dirkah Formule 1 – Veliki nagradi Italije, kjer je zasedel dvanajsto mesto, Veliki nagradi ZDA, kjer je bil štirinajsti, in Veliki nagradi Japonske, kjer je odstopil. S tem je bil prvi Čeh, ki se je udeležil dirk v Formuli 1.
V sezoni 2002 je ponovno dirkal le v prvenstvu Formule 3000 in s tremi zmagami in še tremi uvrstitvami na stopničke je v prvenstvu ponovno zasedel tretje mesto. Po letu premora je v Formuli 3000 nastopal tudi v sezoni 2004, ki jo je končal brez zmage in s tremi uvrstitvami na stopničke na četrtem mestu v prvenstvu.
Enge je med letoma 1999 in 2011 nastopil tudi na številnih vzdržljivostnih dirkah v Evropi in Severni Ameriki. Med letoma 2002 in 2010 se je redno udeleževal najznamenitejše vzdržljivostne dirke 24 ur Le Mansa. Na dirki leta 2003 je s kolegoma zmagal v klasi GTS in dosegel deseto mesto v skupnem seštevku. Leta 2006 se je s kolegoma uvrstil na drugo mesto v klasi GT1 in šesto mesto v skupnem seštevku.

## Rezultati

### Formula 3000
(odebeljene dirke pomenijo najboljši štartni položaj, poševne pa najhitrejši krog)
| Leto | Moštvo         | Šasija      | Motor         | Gume | 1       | 2       | 3       | 4       | 5       | 6      | 7       | 8      | 9       | 10      | 11      | 12    | Prv | Toč |
| ---- | -------------- | ----------- | ------------- | ---- | ------- | ------- | ------- | ------- | ------- | ------ | ------- | ------ | ------- | ------- | ------- | ----- | --- | --- |
| 1998 | Auto Sport     | Lola T96/50 | Zytek-Judd V8 | A    | OSC     | IML     | CAT     | SIL     | MON     | PAU    | A1      | HOC 15 | HUN 12  | SPA 7   | PER Ret | NÜR 6 | 23. | 1   |
| 1999 | WRT FINA       | Lola B99/50 | Zytek V8      | A    | SMR DNQ | MON DNQ | ESP 14  | FRA 2   | GBR 17  | AUT 11 | GER Ret | HUN 14 | BEL 11  | EUR Ret |         |       | 11. | 6   |
| 2000 | McLaren Junior | Lola B99/50 | Zytek V8      | A    | SMR 5   | GBR 13  | ESP Ret | EUR Ret | MON DNQ | FRA 5  | AUT 16  | GER 1  | HUN 17  | BEL 6   |         |       | 6.  | 15  |
| 2001 | Nordic         | Lola B99/50 | Zytek V8      | A    | BRA 12  | SMR 3   | ESP 1   | AUT 3   | MON 7   | EUR 1  | FRA 3   | GBR 5  | GER 5   | HUN 11  | BEL 4   | ITA   | 3.  | 39  |
| 2002 | Arden          | Lola B02/50 | Zytek-Judd KV | A    | BRA Ret | SMR 6   | ESP 2   | AUT 1   | MON 3   | EUR 13 | GBR 1   | FRA 1  | GER Ret | HUN DSQ | BEL 4   | ITA 2 | 3.  | 50  |
| 2004 | Ma-Con         | Lola B02/50 | Zytek-Judd KV | A    | SMR 5   | ESP Ret | MON 14  | EUR 7   | FRA 2   | GBR 3  | GER Ret | HUN 4  | BEL 4   | ITA 2   |         |       | 4.  | 38  |

### Formula 1
(legenda) (odebeljene dirke pomenijo najboljši štartni položaj, poševne pa najhitrejši krog, †-uvrščen kljub odstopu)
| Leto | Moštvo     | Šasija     | Motor    | 1   | 2   | 3   | 4   | 5   | 6   | 7   | 8   | 9  | 10  | 11 | 12  | 13  | 14  | 15     | 16     | 17      | Prv | Toč |
| ---- | ---------- | ---------- | -------- | --- | --- | --- | --- | --- | --- | --- | --- | -- | --- | -- | --- | --- | --- | ------ | ------ | ------- | --- | --- |
| 2001 | Prost Acer | Prost AP04 | Acer V10 | AVS | MAL | BRA | SMR | ŠPA | AVT | MON | KAN | EU | FRA | VB | NEM | MAD | BEL | ITA 12 | ZDA 14 | JAP Ret | 24. | 0   |